# Regimiento de Guardias «Félix Dzerzhinsky»
El Regimiento de Guardias «Félix Dzerzhinsky» (en alemán, Wachregiment „Feliks Dzierzynski“) fue un regimiento de infantería motorizada de élite que pertenecía al Ministerio para la Seguridad del Estado, el servicio de seguridad de la República Democrática Alemana (RDA). Su nombre le fue dado en honor a Félix Dzerzhinsky, fundador y primer jefe del servicio de inteligencia de la Unión Soviética.

## Historia
A comienzos de 1951 se creó un "Regimiento de Guardias del MfS" (acrónimo alemán del Ministerio para la Seguridad del Estado), que sería disuelto tras la sublevaciones de 1953 en Alemania oriental. En noviembre de 1954 fue creado nuevo Regimiento de Guardias, como brazo armado del MfS y con su cuartel general situado en Berlín-Adlershof. En 1961 las unidades del regimiento fueron enviadas al Muro de Berlín para vigilar la zona fronteriza. En 1967 recibió el nombre honorífico de Feliks Dzierzynski. Desde mediados de los años 80 el Regimiento de Guardias modificó su estructura jerárquica y pasó a responder directamente del general de la Stasi Erich Mielke. Hacia 1989 la unidad contaba en sus filas con más de 11.000 efectivos.
Su principal misión fue la protección del Partido Socialista Unificado de Alemania (SED), especialmente los edificios del partido situados en Berlín oriental, como también la seguridad en los complejos residenciales de los líderes del partido que se hallaban localizados en Wandlitz, junto a la capital. Siguiendo la tradición soviética, el regimiento era a su vez una fuerza de seguridad interna políticamente fiable, que podía desplegarse para reprimir cualquier tipo de rebelión o disturbios.
El regimiento fue disuelto tras la desaparición de la RDA en 1990.

## Organización

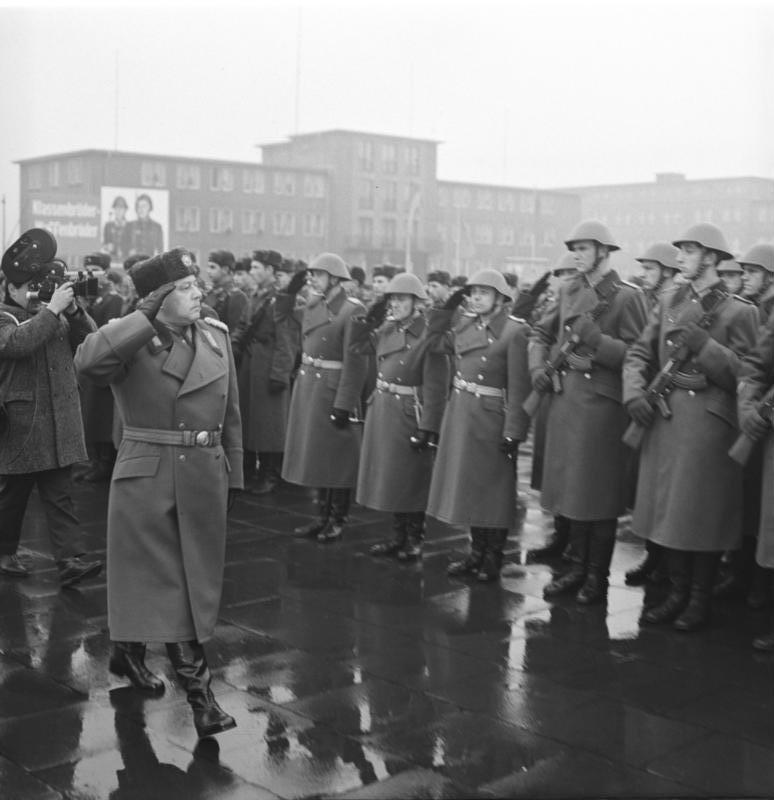
Erich Mielke, pasando revista al regimiento el 15 de diciembre de 1967.

### Comandantes
| Rango         | Nombre          | Periodo     | Notas                             |
| ------------- | --------------- | ----------- | --------------------------------- |
| Mayor General | Heinz Gronau    | 1962 - 1972 | Provisional                       |
| Coronel       | Bernhard Elsner | 1972 - 1987 | Ascendido a Mayor general (1976). |
| Mayor General | Manfred Döring  | 1987 - 1990 |                                   |

### Número de efectivos
La cantidad de personal del regimiento fue acrecentándose a lo largo del tiempo:
- 1955: 1.475
- 1960: 4.372
- 1970: 7.924
- 1980: 10.082
- 1989: 11.426

## Equipamiento

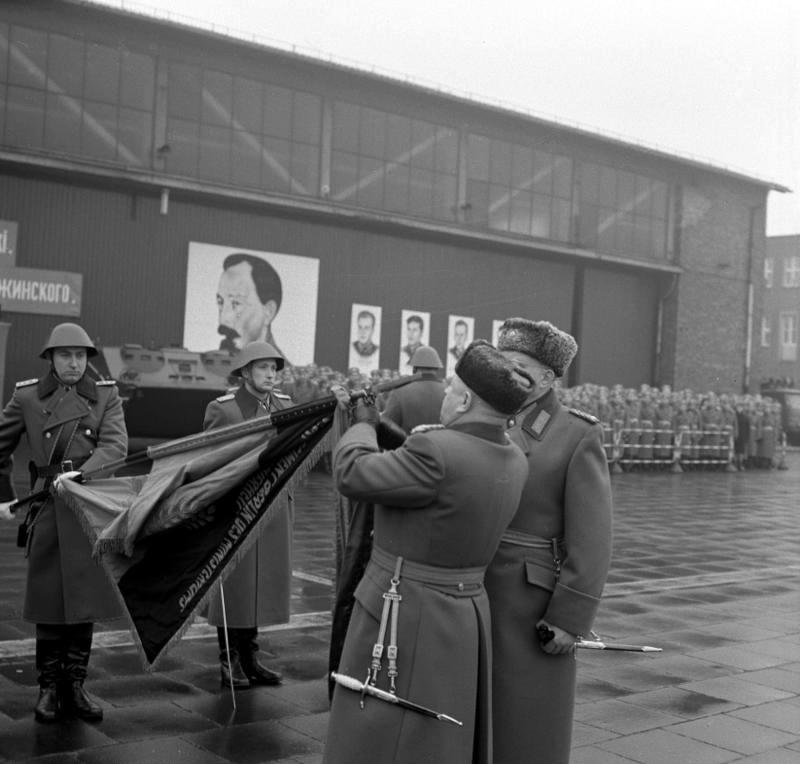
Erich Mielke le otorga al Regimiento de Guardia el nombre honorario de "Feliks Dzierzynski", en 1967.

Los efectivos del Regimiento de Guardias «Felix Dzerzhinsky» recibían el mismo entrenamiento y equipo como la Bereitschaftspolizei y algunos de sus miembros fueron paracaidistas. También fue equipado con modernos vehículos blindados de combate y transportes blindados de personal (SPW 60 PB, SPW 70, PSH), cañones antitanque, armas antiaéreas y morteros. El Regimiento estaba equipado con armas ligeras: pistolas Makarov y Walther PP, fusiles de asalto AK-47 y AK-74, ametralladoras ligeras RPK y RPK-74, así como lanzacohetes RPG-7.
Las unidades especializadas en guardias de honor fueron equipadas, además, con fusiles y sables. También existía un batallón de armas especiales, que consistía en una compañía armada con cañones pesados sin retroceso SPG-9 (en 1987, se reorganizó en una compañía de fusileros), otra compañía con ametralladoras pesadas y misiles antiaéreos "Strela-2" de 70 mm. Hasta 1982 también existía un destacamento de artillería pesada, armado con obuses D30 de 122 mm. La compañía de paracaidistas, parte del batallón de reconocimiento, utilizaba el pequeño subfusil checoslovaco Skorpion vz. 61.